# Nepodmíněná bezpečnost
Nepodmíněná bezpečnost je nejvyšší míra bezpečnosti kryptografického systému. Není podmíněna žádnými předpoklady na schopnosti a technické možnosti útočníka. Jestliže útočník nemá k dispozici informace o heslech či klíčích, nemá šanci dostat se k tajným informacím, což zaručují zákony matematiky, případně fyziky.

## Předpoklady
Běžné kryptografické systémy stojí na určitých předpokladech o útočníkovi. Dříve se spoléhalo na to, že útočník nezná postup, jakým byla data zašifrována, takže nenajde ani postup, jak je dešifrovat. To se ukázalo jako ne příliš bezpečné, protože důvtipní kryptologové často dešifrovací postupy odhalili. V moderních systémech jsou šifrovací i dešifrovací postupy veřejně známé a bezpečnost spočívá v utajení kryptografického klíče. Přesto jsou na útočníka kladeny určité další předpoklady, do různé míry oprávněné. Například většina systémů (RSA, AES…) spoléhá na to, že útočník nemá k dispozici výpočetní techniku o mnoho řádů výkonnější, než jaká je běžně k dispozici, takže je-li dostatečně mnoho možných klíčů, nemůže je systematicky všechny vyzkoušet. V principu to ale není vyloučeno. Navíc kvantové počítače umožňují provádět takové operace masivně paralelně a jsou pro ně známy rychlé algoritmy na řešení některých problémů, na nichž stojí šifrovací systémy (například faktorizace). Ovšem pro jisté algoritmy (postkvantová kryptografie) neexistuje účinný kvantový algoritmus.

## Garantované bezpečí
„Nepodmíněná“ matematická bezpečnost existuje a poskytuje ji Vernamova šifra. Její absolutní bezpečnost byla matematicky dokázána. Její použití však naráží na praktické potíže (reálné podmínky), jako je distribuce klíče. Tu řeší například patentovaný algoritmus NTRU založený na celočíselných mřížích, který odolá i kvantovým počítačům. Tento problém je možné také fyzikálně řešit s využitím klasické nebo kvantové kryptografie. Takové systémy jsou dnes již k dispozici i na čistě komerční bázi a poskytují teoreticky absolutně bezpečnou tajnou komunikaci při ideální fyzikální implementaci, které se ale nedosahuje. Zařízení jsou navíc velmi drahá a stále trpí určitými omezeními v použití. Zejména jde o omezení vzdálenosti komunikujících stran (rekord je zhruba 200 km), nutnost přímého spojení souvislým kabelem a relativně nízkou přenosovou rychlost.